# Хронология еврейской истории
Хронология еврейской истории. Ниже в хронологическом порядке приведены важнейшие события в жизни евреев.

## Хронология
- 63 до н. э. — покорение Иерусалима римским полководцем Помпеем. Обращение Палестины в римскую провинцию.
- 42 до н. э. — воцарение жестокого Ирода.
- 70 — осада Иерусалима и сожжение храма римским императором Титом.
- 132 — восстание евреев под предводительством Бар-Кахбы.
- 135 — начало враждебности между евреями и христианами.
- 523 — издание закона императором Иустином I, что евреи, подобно язычникам, не могут занимать государственные должности и вступать в военную службу.
- 581 — преследование евреев в Вавилоне и Персии.
- 624 — первые столкновения между евреями и магометанами.
- 637 — преследование евреев персидским царём.
- 640 — построение мечети на самом месте храма в Иерусалиме.
- 675 — изгнание евреев из Нарбоны испанско-готским королём Вамбою.
- 711 — завоевание арабами Испании и начало процветания еврейского языка и наук вообще.
- 800 — дарование Карлом Великим многих льгот евреям во Франции, Италии и Германии.
- 1012 — изгнание евреев из Майнца. Первое гонение евреев в Германии.
- 1041 — объявление английского короля, Эдуарда Исповедника, что имущество евреев есть его собственность, которую он может отобрать по произволу.
- 1066 — казнь 1500 почётных евреев в Гренаде, в том числе и государственного мужа, Иосифа ибн-Негрела.
- 1096 — первый крестовый поход и ужасные жестокости над евреями в Шпейере и других местах.
- 1113 — разграблены дворы евреев в Киеве[2].
- 1147 — второй крестовый поход и бегство евреев из немецких городов. Нападение на вюрцбургскую еврейскую общину, разграбление и умерщвление евреев.
- 1149 — приход андалузских евреев в Толедо для защиты у испанского короля Альфонса VII, который возвёл еврея Иегуду ибн-Эзру, за храбрость, в княжеское достоинство.
- 1159 — управление учёного еврея, рабби Иехиеля, автора словаря «Арух», финансами римского папы.
- 1171 — изгнание евреев из Болоньи.
- 1171 — великий учёный, философ и астроном Маймонид поступает лейб-медиком к египетскому царю, Салахеддину Иосифу бан-Аюбу.
- 1190 — нападение черни на евреев, принёсших подарки английскому королю, Ричарду II, в день его коронования. Третий крестовый поход. Убиение евреев английских в городах: Йорке, Норвиче, Стандфорде и других местах. Назначение в Португалии учёного еврея, дон-Соломона, сына дон-Иосифа, главнокомандующим войсками.
- 1202 — четвёртый крестовый поход.
- 1212 — избиение 12000 евреев в Толедо. Первое преследование евреев в Испании.
- 1229 — отнятие арагонским королём Хаиме I, имущества у евреев и обращение синагог в церкви.
- 1242 — мученическая смерть учёного раввина, Амнона, в Майнце.
- 1260 — распоряжение английского короля, Генриха III, взимать подушную подать с каждого новорождённого еврейского ребёнка и не дозволять строить новые синагоги.
- 1260 — изгнание евреев из Англии.
- 1264 — евреи получают в городе Великой-Польши, Калише, свободу вероисповедания и другие права.
- 1266 — сожжение целой еврейской общины в Зинцигской синагоге в Пруссии.
- 1270 — запрещение германского императора, Генриха III, евреям владеть полевою землёю и строить новые дома.
- 1272 — баварский герцог, Людовик II Строгий, изгоняет евреев из своих владений.
- 1287 — изгнание евреев из Берна, вследствие клеветы, будто бы они убили христианского ребёнка.
- 1298 — сожжение евреев на кострах в Рётлингене, Вюрцбурге, Нюренберге, Неймаркте и многих других местах Франконии, Баварии и Австрии.
- 1330 — эмансипация евреев в Польше.
- 1348 — распространение клеветы, будто евреи отравляют колодцы, вследствие чего их бьют и жгут в южной Франции, в Испании (в Барселоне, Северре и Тарагоне). Сожжение на кострах в Женеве и в Савойе бесчисленного множества евреев. Колесование и обезглавливание евреев в Берне, Цофингене, Цюрихе и других местах.
- 1349 — сожигание евреев в Бодензее и в 56 других городах.
- 1384 — умерщвление всех евреев в Нордлингене.
- 1391 — погром евреев в Севилье, Кордове и Толедо.
- 1400 — сожжение 80 евреев в Праге вследствие клеветы.
- 1415 — насильственное крещение 15 000 евреев в Риме.
- 1421 — сожжение евреев в Вене по приказанию герцога, Альбрехта V, «в честь и славу Божию».
- 1447 — Казимир IV, король польский, подтверждает льготы и права евреев.
- 1485 — Торквемада учреждает инквизицию и ауто-да-фе в Испании.
- 1492 — изгнание всех евреев из Испании.
- 1509 — донос крещёного еврея, Пфеффркорна, на еврейскую богословскую письменность и защита её христианским учёным Иосифом Рейхлином.
- 1510 — сожжение, в Берлине, 30 евреев, обезглавление двух, и изгнание из страны всех прочих евреев, вследствие клеветы.
- 1577 — выдача польским королём, Стефаном Баторием, охранной грамоты евреям.
- 1648 — предоставление евреям в Чехии права собственного суда (юрисдикции). Избиение евреев в разных городах Украины.
- 1655 — знаменитый учёный врач и писатель, Меенасебен-Израель, отправляется в Лондон хлопотать о разрешении евреям вернуться в Англию.
- 1663 — возращение евреев в Англию.
- 1670 — изгнание евреев из Вены при Леопольде I.
- 1711 — напечатано лживое юдофобское сочинение Эйзенменгера, причинившее евреям много зла.
- 1738 — датский король, Христиан VI, предоставляет евреям многие льготы.
- 1739 — признание евреев в Англии, при Георге II, английскими гражданами.
- 1763 — известный учёный и философ, Моисей Мендельсон, получил от короля Фридриха II привилегию «заказного еврея» для обеспечения его от внезапного изгнания.
- 1808 — уничтожение Наполеоном I инквизиции в Испании.
- 1812 — повеление прусского короля, Фридриха-Вильгельма III, о признании евреев равноправными. Герцог Мекленбургский также признаёт равноправность евреев.
- 1863 — основание Alliance israélite.
- 1868 — завершение эмансипации евреев в Германии.
- 1876 — начало антисемитизма в Германии.
- 1881 — начало еврейских погромов на юге России.